# Initiative populaire « Négociations d'adhésion à l'UE : que le peuple décide ! »
L'initiative populaire « Négociations d'adhésion à l'UE : que le peuple décide ! », originellement appelée « Négociations d'adhésion à la CE : que le peuple décide !  » est une initiative populaire fédérale suisse, rejetée par le peuple et les cantons le 6 juin 1997.

## Contenu
L'initiative demande l'ajout d'une disposition transitoire à la Constitution fédérale pour interrompre les négociations annoncées entre l'Union européenne et la Suisse en vue d'une adhésion de celle-ci et subordonner leur reprise à un accord du peuple et des cantons.
Le texte complet de l'initiative peut être consulté sur le site de la Chancellerie fédérale.

## Déroulement

### Contexte historique
Le 20 mai 1992, le gouvernement suisse dépose une demande d'adhésion à la Communauté européenne, basée sur un rapport officiel publié deux jours auparavant. 
En réaction, la Lega tessinoise et les Démocrates suisses lancent le 21 juillet 1992 cette initiative pour confier au peuple et aux cantons la décision de confirmer l'ouverture de ces négociations ou non.
Le 6 décembre 1992, une courte majorité du peuple et une large majorité des cantons refusent toutefois l'accord sur l'Espace économique européen. En conséquence, la demande d'adhésion est gelée par les autorités, pour une durée indéterminée. L'initiative aboutit néanmoins et elle est rejetée en votation populaire le 6 juin 1997.
Entre-temps, un comité formé de représentants de plusieurs mouvements pro-européens lance une nouvelle initiative « Oui à l'Europe ! » dans le but unique, selon les initiants, de relancer les négociations afin de savoir, à la fin de celles-ci « ce qu'implique l'adhésion pour la Suisse, ce qu'elle recevra et ce qu'elle devra apporter ». Cette initiative est également rejetée le 4 mars 2001 par le peuple et les cantons, avec un résultat très similaire.

### Récolte des signatures et dépôt de l'initiative
La récolte des 100 000 signatures nécessaires débute le 21 juillet 1992. Le 21 janvier 1994, l'initiative est déposée à la Chancellerie fédérale, qui confirme formellement son aboutissement le 7 juin 1994.

### Discussions et recommandations des autorités
Le Parlement et le Conseil fédéral recommandent tous deux le rejet de l'initiative. Dans son message adressé à l'Assemblée fédérale, le Conseil fédéral qualifie cette proposition de « changement significatif dans la répartition constitutionnelle des compétences en matière de politique étrangère ». Il rappelle également son rapport de 1993 sur la politique extérieure dans lequel il affirme que les négociations entre la Suisse et l'Union européenne seront menées « en fonction des conditions de politique intérieure et extérieure » et qu'il est donc exclu pour lui d'avancer dans cette direction sans tenir compte de la volonté populaire. Enfin, il rappelle qu'une éventuelle adhésion serait de toute manière soumise au référendum obligatoire.

### Votation
Le 6 juin 1997, l'initiative est refusée à l'unanimité des cantons et 74,1 % des suffrages exprimés, avec une participation de 35.4 %. Le tableau ci-dessous détaille les résultats par canton :

## Effets
Après ce refus populaire, la Confédération et l'Union européenne lancent deux cycles de négociations qui débouchent sur deux séries d'accords bilatéraux signés respectivement le 21 juin 1999 et le 26 octobre 2004, et ce malgré le refus populaire, le 4 mars 2001, de l'initiative populaire « Oui à l'Europe ! » qui demandait l'ouverture de nouvelles négociations en vue d'une adhésion de la Suisse.